# Treiten
Treiten (en francés Treiteron) es una comuna suiza del cantón de Berna, situada en el distrito administrativo del Seeland. Limita al norte con Brüttelen y Finsterhennen, al este con Kallnach, al sur con Kerzers (FR) y al suroeste con Müntschemier. 
Hasta el 31 de diciembre de 2009 situada en el distrito de Erlach.